# Sialis bizonata
Sialis bizonata là một loài côn trùng trong họ Sialidae thuộc bộ Megaloptera. Loài này được Matsumura miêu tả năm 1918.